# Lite-On
Lite-On Technology Corporation eller Lite-On er en taiwansk producent af computerhardware, hvilket inkluderer billedskærme, computerkabinetter, motherboards, optiske drev og andet.
Lite-On blev etableret i 1975 af flere tidligere taiwanske ansatte fra Texas Instruments. I 1983 blev Lite-On børsnoteret på Taiwan Stock Exchange.